# Lista największych katastrof samolotów pasażerskich
Lista największych wypadków samolotów pasażerskich pod względem liczby ofiar. W zestawieniu ujęto wypadki, w których liczba ofiar przekroczyła 100 osób.

## Lista
| Data                      | Ofiary   | Miejsce zdarzenia             | Linie lotnicze                                                     | Zobacz więcej                                       |
| ------------------------- | -------- | ----------------------------- | ------------------------------------------------------------------ | --------------------------------------------------- |
| 11 września 2001(dts)     | ok. 1700 | Stany Zjednoczone             | American Airlines                                                  | Katastrofa lotu American Airlines 11                |
| 11 września 2001(dts)     | ok. 900  | Stany Zjednoczone             | United Airlines                                                    | Katastrofa lotu United Airlines 175                 |
| 27 marca 1977(dts)        | 583      | Hiszpania                     | KLM; Pan Am                                                        | Katastrofa lotnicza na Teneryfie                    |
| 12 sierpnia 1985(dts)     | 520      | Japonia                       | Japan Airlines                                                     | Katastrofa lotu Japan Airlines 123                  |
| 12 listopada 1996(dts)    | 349      | Indie                         | Saudi Arabian Airlines; Kazakhstan Airlines                        | Katastrofa lotnicza nad Charkhi Dadri               |
| 3 marca 1974(dts)         | 346      | Francja                       | Turkish Airlines                                                   | Katastrofa lotu Turkish Airlines 981                |
| 23 czerwca 1985(dts)      | 329      | Irlandia                      | Air India                                                          | Katastrofa lotu Air India 182                       |
| 19 sierpnia 1980(dts)     | 301      | Arabia Saudyjska              | Saudi Arabian Airlines                                             | Katastrofa lotu Saudi Arabian Airlines 163          |
| 17 lipca 2014(dts)        | 298      | Ukraina                       | Malaysia Airlines                                                  | Zestrzelenie lotu Malaysia Airlines 17              |
| 3 lipca 1988(dts)         | 290      | Iran                          | Iran Air                                                           | Katastrofa lotu Iran Air 655                        |
| 12 czerwca 2025(dts)      | 274+     | Indie                         | Air India                                                          | Katastrofa lotu Air India 171                       |
| 25 maja 1979(dts)         | 273      | Stany Zjednoczone             | American Airlines                                                  | Katastrofa lotu American Airlines 191               |
| 21 grudnia 1988(dts)      | 270      | Wielka Brytania               | Pan Am                                                             | Zamach nad Lockerbie                                |
| 1 września 1983(dts)      | 269      | ZSRR                          | Korean Air                                                         | Katastrofa lotu Korean Air 007                      |
| 12 listopada 2001(dts)    | 265      | Stany Zjednoczone             | American Airlines                                                  | Katastrofa lotu American Airlines 587               |
| 26 kwietnia 1994(dts)     | 264      | Japonia                       | China Airlines                                                     | Katastrofa lotu China Airlines 140                  |
| 11 lipca 1991(dts)        | 261      | Arabia Saudyjska              | Nigeria Airways                                                    | Katastrofa lotu Nigeria Airways 2120                |
| 28 listopada 1979(dts)    | 257      | Antarktyka                    | Air New Zealand                                                    | Katastrofa lotu Air New Zealand 901                 |
| 12 grudnia 1985(dts)      | 256      | Kanada                        | Arrow Air                                                          | Katastrofa lotu Arrow Air 1285                      |
| 8 marca 2014(dts)         | 239      | Malezja                       | Malaysia Airlines                                                  | Zaginięcie lotu Malaysia Airlines 370               |
| 8 stycznia 1996(dts)      | 237      | Zair                          | Air Africa                                                         | Katastrofa lotnicza w Kinszasie (1996)              |
| 26 września 1997(dts)     | 234      | Indonezja                     | Garuda Indonesia                                                   | Katastrofa lotu Garuda Indonesia 152                |
| 17 lipca 1996(dts)        | 230      | Stany Zjednoczone             | TWA                                                                | Katastrofa lotu Trans World Airlines 800            |
| 2 września 1998(dts)      | 229      | Kanada                        | Swissair                                                           | Katastrofa lotu Swissair 111                        |
| 6 sierpnia 1997(dts)      | 228      | Guam                          | Korean Air                                                         | Katastrofa lotu Korean Air 801                      |
| 1 czerwca 2009(dts)       | 228      | Brazylia                      | Air France                                                         | Katastrofa lotu Air France 447                      |
| 25 maja 2002(dts)         | 225      | Tajwan                        | China Airlines                                                     | Katastrofa lotu China Airlines 611                  |
| 31 października 2015(dts) | 224      | Egipt                         | Metrojet                                                           | Katastrofa lotu Metrojet 9268                       |
| 26 maja 1991(dts)         | 223      | Tajlandia                     | Lauda Air                                                          | Katastrofa lotu Lauda Air 004                       |
| 31 października 1999(dts) | 217      | Stany Zjednoczone             | EgyptAir                                                           | Katastrofa lotu EgyptAir 990                        |
| 1 stycznia 1978(dts)      | 213      | Indie                         | Air India                                                          | Katastrofa lotu Air India 855                       |
| 16 lutego 1998(dts)       | 203      | Tajwan                        | China Airlines                                                     | Katastrofa lotu China Airlines 676                  |
| 10 lipca 1985(dts)        | 200      | ZSRR                          | Aerofłot                                                           | Katastrofa lotu Aerofłot 7425                       |
| 17 lipca 2007(dts)        | 199      | Brazylia                      | TAM Linhas Aéreas                                                  | Katastrofa lotu TAM Linhas Aéreas 3054              |
| 4 grudnia 1974(dts)       | 191      | Sri Lanka                     | Martinair                                                          | Katastrofa lotu Martinair 138                       |
| 11 września 2001(dts)     | 189      | Stany Zjednoczone             | American Airlines                                                  | Katastrofa lotu American Airlines 77                |
| 6 lutego 1996(dts)        | 189      | Dominikana                    | Birgenair                                                          | Katastrofa lotu Birgenair 301                       |
| 29 października 2018(dts) | 189      | Indonezja                     | Lion Air                                                           | Katastrofa lotu Lion Air 610                        |
| 3 sierpnia 1975(dts)      | 188      | Maroko                        | Royal Jordanian                                                    | Katastrofa lotnicza w Agadirze                      |
| 15 listopada 1978(dts)    | 183      | Sri Lanka                     | Icelandic Airlines                                                 | Katastrofa lotnicza na Katunayake                   |
| 9 maja 1987(dts)          | 183      | Polska                        | Polskie Linie Lotnicze LOT                                         | Katastrofa lotnicza w Lesie Kabackim                |
| 27 listopada 1983(dts)    | 181      | Hiszpania                     | Avianca                                                            | Lot Avianca 011                                     |
| 1 grudnia 1981(dts)       | 180      | Francja                       | Adria Airways                                                      | Katastrofa lotu Inex-Adria Aviopromet 1308          |
| 29 grudnia 2024(dts)      | 179      | Korea Południowa              | Jeju Air                                                           | Katastrofa lotu Jeju Air 2216                       |
| 11 sierpnia 1979(dts)     | 178      | ZSRR                          | Aerofłot                                                           | Katastrofa lotnicza nad Dnieprodzierżyńskiem        |
| 11 października 1984(dts) | 178      | ZSRR                          | Aerofłot                                                           | Katastrofa lotu Aerofłot 3352                       |
| 22 stycznia 1973(dts)     | 176      | Nigeria                       | Nigeria Airways                                                    | Katastrofa lotnicza w Kano                          |
| 10 września 1976(dts)     | 176      | Jugosławia                    | British Airways Adria Airways                                      | Katastrofa lotnicza nad Zagrzebiem                  |
| 7 czerwca 1989(dts)       | 176      | Surinam                       | Surinam Airways                                                    | Katastrofa lotu Surinam Airways 764                 |
| 8 stycznia 2020(dts)      | 176      | Iran                          | Ukraine International Airlines                                     | Katastrofa lotu Ukraine International Airlines 752  |
| 13 października 1972(dts) | 174      | ZSRR                          | Aerofłot                                                           | Katastrofa lotu Aerofłot 217                        |
| 22 sierpnia 2006(dts)     | 170      | Ukraina                       | Pulkovo Airlines                                                   | Katastrofa lotu Pulkovo 612                         |
| 19 września 1989(dts)     | 170      | Niger                         | UTA                                                                | Katastrofa lotu UTA 772                             |
| 30 stycznia 2000(dts)     | 169      | Wybrzeże Kości Słoniowej      | Kenya Airways                                                      | Katastrofa lotu Kenya Airways 431                   |
| 15 lipca 2009(dts)        | 168      | Iran                          | Caspian Airlines                                                   | Katastrofa lotu Caspian Airlines 7908               |
| 28 września 1992(dts)     | 167      | Nepal                         | Pakistan International Airlines                                    | Katastrofa lotu Pakistan International Airlines 268 |
| 31 marca 1986(dts)        | 167      | Meksyk                        | Mexicana                                                           | Katastrofa lotu Mexicana 940                        |
| 8 lipca 1980(dts)         | 163      | ZSRR                          | Aerofłot                                                           | Katastrofa lotu Aerofłot 4225                       |
| 3 czerwca 2012(dts)       | 163      | Nigeria                       | Dana Air                                                           | Katastrofa lotu Dana Air 992                        |
| 30 lipca 1971(dts)        | 162      | Japonia                       | All Nippon Airways                                                 | Katastrofa lotu All Nippon Airways 58               |
| 28 grudnia 2014(dts)      | 162      | Indonezja                     | AirAsia                                                            | Katastrofa lotu Indonesia AirAsia 8501              |
| 16 sierpnia 2005(dts)     | 160      | Wenezuela                     | West Caribbean Airways                                             | Katastrofa lotu West Caribbean Airways 708          |
| 6 czerwca 1994(dts)       | 160      | Chiny                         | China Northwest Airlines                                           | Katastrofa lotu China Northwest Airlines 2303       |
| 20 grudnia 1995(dts)      | 159      | Kolumbia                      | American Airlines                                                  | Katastrofa lotu American Airlines 965               |
| 28 listopada 1987(dts)    | 159      | Mauritius                     | South African Airways                                              | Katastrofa lotu South African Airways 295           |
| 22 maja 2010(dts)         | 158      | Indie                         | Air India Express                                                  | Katastrofa lotu Air India Express 812               |
| 22 grudnia 1992(dts)      | 157      | Libia                         | Libyan Arab Airlines                                               | Katastrofa lotu Libyan Arab Airlines 1103           |
| 10 marca 2019(dts)        | 157      | Etiopia                       | Ethiopian Airlines                                                 | Katastrofa lotu Ethiopian Airlines 302              |
| 16 sierpnia 1987(dts)     | 156      | Stany Zjednoczone             | Northwest Airlines                                                 | Katastrofa lotu Northwest Airlines 255              |
| 26 listopada 1979(dts)    | 156      | Arabia Saudyjska              | PIA                                                                | Katastrofa lotu Pakistan International Airlines 740 |
| 14 sierpnia 1972(dts)     | 156      | NRD                           | Interflug                                                          | Katastrofa lotu Interflug 450                       |
| 16 marca 1969(dts)        | 155      | Wenezuela                     | Viasa                                                              | Katastrofa lotu Viasa 742                           |
| 3 grudnia 1972(dts)       | 155      | Hiszpania                     | Spantax                                                            | Katastrofa lotu Spantax 275                         |
| 29 września 2006(dts)     | 154      | Brazylia                      | Gol Transportes Aéreos                                             | Katastrofa lotu Gol Transportes Aéreos 1907         |
| 20 sierpnia 2008(dts)     | 154      | Hiszpania                     | Spanair                                                            | Katastrofa lotu Spanair 5022                        |
| 19 września 1976(dts)     | 154      | Turcja                        | Turkish Airlines                                                   | Katastrofa lotu Turkish Airlines 452                |
| 9 lipca 1982(dts)         | 153      | Stany Zjednoczone             | Pan Am                                                             | Katastrofa lotu Pan Am 759                          |
| 28 lipca 2010(dts)        | 152      | Pakistan                      | Airblue                                                            | Katastrofa lotu Airblue 202                         |
| 30 czerwca 2009(dts)      | 152      | Komory                        | Yemenia                                                            | Katastrofa lotu Yemenia 626                         |
| 24 marca 2015(dts)        | 150      | Francja                       | Germanwings                                                        | Katastrofa lotu Germanwings 9525                    |
| 3 września 1989(dts)      | 150      | Kuba                          | Cubana de Aviación                                                 | Katastrofa lotu Cubana de Aviación 9046             |
| 4 maja 2002(dts)          | 149      | Nigeria                       | EAS Airlines                                                       | Katastrofa lotu EAS Airlines 4226                   |
| 5 września 2005(dts)      | 149      | Indonezja                     | Mandala Airlines                                                   | Katastrofa lotu Mandala Airlines 091                |
| 3 stycznia 2004(dts)      | 148      | Egipt                         | Flash Airlines                                                     | Katastrofa lotu Flash Airlines 604                  |
| 19 lutego 1985(dts)       | 148      | Hiszpania                     | Iberia (linie lotnicze)                                            | Katastrofa lotu Iberia 610                          |
| 25 kwietnia 1980(dts)     | 146      | Hiszpania                     | Dan-Air                                                            | Katastrofa lotu Dan-Air 1008                        |
| 4 lipca 2001(dts)         | 145      | Rosja                         | Vladivostok Avia                                                   | Katastrofa lotu Vladivostok Air 352                 |
| 8 lutego 1989(dts)        | 144      | Azory                         | Independent Air                                                    | Katastrofa lotu Independent Air 1851                |
| 25 września 1978(dts)     | 144      | Stany Zjednoczone             | Pacific Southwest Airlines                                         | Katastrofa lotu Pacific Southwest Airlines 182      |
| 23 sierpnia 2000(dts)     | 143      | Bahrajn                       | Gulf Air                                                           | Katastrofa lotu Gulf Air 072                        |
| 17 marca 1988(dts)        | 143      | Kolumbia                      | Avianca                                                            | Katastrofa lotu Avianca 410                         |
| 25 grudnia 2003(dts)      | 141      | Benin                         | UTA                                                                | Katastrofa lotu UTA 141                             |
| 24 listopada 1992(dts)    | 141      | Chiny                         | China Southern Airlines                                            | Katastrofa lotu China Southern Airlines 3943        |
| 29 sierpnia 1996(dts)     | 141      | Norwegia                      | Vnukovo Airlines                                                   | Katastrofa lotu Vnukovo Airlines 2801               |
| 18 grudnia 1995(dts)      | 141      | Angola                        | Trans Service Airlift                                              | Katastrofa Lockheeda L-188C Electry koło Jamby      |
| 8 czerwca 1982(dts)       | 137      | Brazylia                      | VASP                                                               | Katastrofa lotu VASP 168                            |
| 2 sierpnia 1985(dts)      | 137      | Stany Zjednoczone             | Delta Air Lines                                                    | Katastrofa lotu Delta Air Lines 191                 |
| 16 grudnia 1960(dts)      | 134      | Stany Zjednoczone             | United Airlines, Trans World Airlines                              | Katastrofa lotnicza nad Nowym Jorkiem               |
| 8 lutego 1993(dts)        | 133      | Iran                          | Iran Air Tours, Siły Powietrzne Islamskiej Republiki Iranu         | Katastrofa lotu Iran Air Tours 962                  |
| 4 lutego 1966(dts)        | 133      | Japonia                       | All Nippon Airways                                                 | Katastrofa lotu All Nippon Airways 60               |
| 19 października 1988(dts) | 133      | Indie                         | Indian Airlines                                                    | Katastrofa lotu Indian Airlines 113                 |
| 21 marca 2022(dts)        | 132      | Chiny                         | China Eastern Airlines                                             | Katastrofa lotu China Eastern Airlines 5735         |
| 9 sierpnia 1994(dts)      | 132      | Stany Zjednoczone             | USAir                                                              | Katastrofa lotu USAir 427                           |
| 19 maja 1993(dts)         | 132      | Kolumbia                      | SAM Colombia                                                       | Katastrofa lotu SAM Colombia 501                    |
| 28 czerwca 1982(dts)      | 132      | ZSRR                          | Aerofłot                                                           | Katastrofa lotu Aerofłot 8641                       |
| 19 kwietnia 2000(dts)     | 131      | Filipiny                      | Air Philippines                                                    | Katastrofa lotu Air Philippines 541                 |
| 19 listopada 1977(dts)    | 131      | Portugalia                    | TAP Portugal                                                       | Katastrofa lotu TAP Portugal 425                    |
| 3 czerwca 1962(dts)       | 130      | Francja                       | Air France                                                         | Katastrofa lotu Air France 007                      |
| 8 listopada 1983(dts)     | 130      | Angola                        | TAAG Angola Airlines                                               | Katastrofa lotu TAAG Angola Airlines 462            |
| 15 kwietnia 2002(dts)     | 129      | Korea Południowa              | Air China                                                          | Katastrofa lotu Air China 129                       |
| 2 października 1990(dts)  | 128      | Chiny                         | China Southern Airlines; Xiamen Airlines; China Southwest Airlines | Kolizja samolotów na lotnisku Guangzhou Baiyun      |
| 30 czerwca 1956(dts)      | 128      | Stany Zjednoczone             | United Airlines; Trans World Airlines                              | Katastrofa lotnicza nad Wielkim Kanionem            |
| 21 stycznia 1980(dts)     | 128      | Iran                          | Iran Air                                                           | Katastrofa lotu Iran Air 291                        |
| 21 października 1989(dts) | 127      | Honduras                      | Tan – SAHSA                                                        | Katastrofa lotu Tan-Sahsa 414                       |
| 20 kwietnia 2012(dts)     | 127      | Pakistan                      | Bhoja Air                                                          | Katastrofa lotu Bhoja Air 213                       |
| 20 sierpnia 1975(dts)     | 126      | Syria                         | ČSA                                                                | Katastrofa lotu ČSA 540                             |
| 20 kwietnia 1967(dts)     | 126      | Cypr                          | Globe Air                                                          | Katastrofa lotnicza w Lakatamii                     |
| 3 stycznia 1994(dts)      | 125      | Rosja                         | Baikal Airlines                                                    | Katastrofa lotu Baikal Airlines 130                 |
| 9 lipca 2006(dts)         | 125      | Rosja                         | S7 Airlines                                                        | Katastrofa lotu Siberia Airlines 778                |
| 23 listopada 1996(dts)    | 125      | Komory                        | Ethiopian Airlines                                                 | Katastrofa lotu Ethiopian Airlines 961              |
| 5 marca 1966(dts)         | 124      | Wielka Brytania               | BOAC                                                               | Katastrofa lotu BOAC 911                            |
| 29 lutego 1996(dts)       | 123      | Peru                          | Faucett                                                            | Katastrofa lotu Faucett 251                         |
| 28 kwietnia 1968(dts)     | 123      | Południowa Afryka             | South African Airways                                              | Katastrofa lotu South African Airways 228           |
| 11 lipca 1973(dts)        | 123      | Francja                       | Varig                                                              | Katastrofa lotu Varig 820                           |
| 13 października 1973(dts) | 122      | ZSRR                          | Aerofłot                                                           | Katastrofa lotu Aerofłot 964                        |
| 18 maja 1972(dts)         | 122      | ZSRR                          | Aerofłot                                                           | Katastrofa lotu Aerofłot 1491                       |
| 14 sierpnia 2005(dts)     | 121      | Grecja                        | Helios Airways                                                     | Katastrofa lotu Helios Airways 522                  |
| 20 maja 1965(dts)         | 119      | Zjednoczona Republika Arabska | PIA                                                                | Katastrofa lotu Pakistan International Airlines 705 |
| 11 lipca 1983(dts)        | 119      | Ekwador                       | TAME                                                               | Katastrofa lotu TAME 173                            |
| 12 lutego 2002(dts)       | 119      | Iran                          | Iran Air Tours                                                     | Katastrofa lotu Iran Air Tours 956                  |
| 29 listopada 1963(dts)    | 118      | Kanada                        | Trans-Canada Air Lines                                             | Katastrofa lotu Trans-Canada Air Lines 831          |
| 18 czerwca 1972(dts)      | 118      | Wielka Brytania               | British European Airways                                           | Katastrofa lotu British European Airways 548        |
| 8 października 2001(dts)  | 118      | Włochy                        | SAS                                                                | Katastrofa lotnicza w Mediolanie                    |
| 22 października 2005(dts) | 117      | Nigeria                       | Bellview Airlines                                                  | Katastrofa lotu Bellview Airlines 210               |
| 8 lipca 2003(dts)         | 117      | Sudan                         | Sudan Airways                                                      | Katastrofa lotu Sudan Airways 139                   |
| 24 stycznia 1966(dts)     | 117      | Francja                       | Air India                                                          | Katastrofa lotu Air India 101                       |
| 24 lipca 2014(dts)        | 116      | Mali                          | Air Algerie                                                        | Katastrofa lotu Air Algerie 5017                    |
| 20 listopada 1993         | 116      | Macedonia Północna            | Avioimpex                                                          | Katastrofa lotu Avioimpex 110                       |
| 29 listopada 1987(dts)    | 115      | Birma                         | Korean Air                                                         | Katastrofa lotu Korean Air 858                      |
| 5 maja 1972(dts)          | 115      | Włochy                        | Alitalia                                                           | Katastrofa lotu Alitalia 112                        |
| 5 maja 2007(dts)          | 114      | Kamerun                       | Kenya Airways                                                      | Katastrofa lotu Kenya Airways 507                   |
| 3 maja 2006(dts)          | 113      | Rosja                         | Armavia                                                            | Katastrofa lotu Armavia 967                         |
| 22 czerwca 1962(dts)      | 113      | Gwadelupa                     | Air France                                                         | Katastrofa lotu Air France 117                      |
| 25 lipca 2000(dts)        | 113      | Francja                       | Air France                                                         | Katastrofa lotu Air France 4590                     |
| 31 lipca 1992(dts)        | 113      | Nepal                         | Thai Airways International                                         | Katastrofa lotu Thai Airways International 311      |
| 24 czerwca 1975(dts)      | 113      | Stany Zjednoczone             | Eastern Air Lines                                                  | Katastrofa lotu Eastern Air Lines 66                |
| 7 maja 2002(dts)          | 112      | Chiny                         | China Northern Airlines                                            | Katastrofa lotu China Northern Airlines 6136        |
| 3 lipca 1970(dts)         | 112      | Hiszpania                     | Dan-Air                                                            | Katastrofa lotu Dan-Air 1903                        |
| 19 lipca 1989(dts)        | 112      | Stany Zjednoczone             | United Airlines                                                    | Katastrofa lotu United Airlines 232                 |
| 23 września 1983(dts)     | 112      | Zjednoczone Emiraty Arabskie  | Gulf Air                                                           | Katastrofa lotu Gulf Air 771                        |
| 21 kwietnia 1982(dts)     | 112      | Chiny                         | CAAC                                                               | Katastrofa lotu CAAC 3303                           |
| 14 marca 1972(dts)        | 112      | Zjednoczone Emiraty Arabskie  | Sterling Airways                                                   | Katastrofa lotu Sterling Airways 296                |
| 18 maja 2018(dts)         | 112      | Kuba                          | Cubana de Aviación                                                 | Katastrofa lotu Cubana de Aviación 972              |
| 6 marca 1976(dts)         | 111      | ZSRR                          | Aerofłot                                                           | Katastrofa lotu Aerofłot 909                        |
| 4 września 1971(dts)      | 111      | Stany Zjednoczone             | Alaska Airlines                                                    | Katastrofa lotu Alaska Airlines 1866                |
| 4 marca 1962(dts)         | 111      | Kamerun                       | Caledonian Airways                                                 | Katastrofa lotu Caledonian Airways 153              |
| 11 maja 1996(dts)         | 110      | Stany Zjednoczone             | ValuJet Airlines                                                   | Katastrofa lotu ValuJet 592                         |
| 27 listopada 1989(dts)    | 110      | Kolumbia                      | Avianca                                                            | Katastrofa lotu Avianca 203                         |
| 23 grudnia 1984(dts)      | 110      | ZSRR                          | Aerofłot                                                           | Katastrofa lotu Aerofłot 3519                       |
| 22 sierpnia 1981(dts)     | 110      | Tajwan                        | Far Eastern Air Transport                                          | Katastrofa lotu Far Eastern Air Transport 103       |
| 27 kwietnia 1974(dts)     | 109      | ZSRR                          | Aerofłot                                                           | Katastrofa lotnicza w Leningradzie                  |
| 1 października 1972(dts)  | 109      | ZSRR                          | Aerofłot                                                           | Katastrofa lotu Aerofłot 1036                       |
| 5 lipca 1970(dts)         | 109      | Kanada                        | Air Canada                                                         | Katastrofa lotu Air Canada 621                      |
| 10 grudnia 2005(dts)      | 108      | Nigeria                       | Sosoliso Airlines                                                  | Katastrofa lotu Sosoliso Airlines 1145              |
| 31 lipca 1992(dts)        | 108      | Chiny                         | China General Aviation                                             | Katastrofa lotu China General Aviation 7552         |
| 23 grudnia 1978(dts)      | 108      | Włochy                        | Alitalia                                                           | Katastrofa lotu Alitalia 4128                       |
| 30 września 1973(dts)     | 108      | ZSRR                          | Aerofłot                                                           | Katastrofa lotu Aerofłot 3932                       |
| 21 lutego 1973(dts)       | 108      | Egipt                         | Libyan Arab Airlines                                               | Katastrofa lotu Libyan Arab Airlines 114            |
| 10 kwietnia 1973(dts)     | 108      | Szwajcaria                    | Invicta International Airlines                                     | Katastrofa lotu Invicta International Airlines 435  |
| 22 kwietnia 1974(dts)     | 107      | Indonezja                     | Pan Am                                                             | Katastrofa lotu Pan Am 812                          |
| 16 listopada 1967(dts)    | 107      | ZSRR                          | Aerofłot                                                           | Katastrofa lotu Aerofłot 2230                       |
| 16 marca 1962(dts)        | 107      | Ocean Spokojny                | Flying Tiger Line                                                  | Katastrofa lotu Flying Tiger Line 739               |
| 22 września 1993(dts)     | 106      | Gruzja                        | Transair Georgian Airlines                                         |                                                     |
| 3 lutego 2005(dts)        | 104      | Afganistan                    | Kam Air                                                            | Katastrofa lotu Kam Air 904                         |
| 2 lutego 1998(dts)        | 104      | Filipiny                      | Cebu Pacific                                                       | Katastrofa lotu Cebu Pacific 387                    |
| 19 grudnia 1997(dts)      | 104      | Indonezja                     | SilkAir                                                            | Katastrofa lotu SilkAir 185                         |
| 7 stycznia 1971(dts)      | 104      | Hiszpania                     | Iberia                                                             | Katastrofa lotu Iberia 602                          |
| 1 lutego 1963(dts)        | 104      | Turcja                        | Middle East Airlines                                               | Katastrofa lotnicza nad Ankarą                      |
| 12 maja 2010(dts)         | 103      | Libia                         | Afriqiyah Airways                                                  | Katastrofa lotu Afriqiyah Airways 771               |
| 1 stycznia 2007(dts)      | 102      | Indonezja                     | Adam Air                                                           | Katastrofa lotu Adam Air 574                        |
| 15 lutego 1970(dts)       | 102      | Dominikana                    | Dominicana de Aviación                                             | Katastrofa lotu Dominicana de Aviación 603          |
| 6 marca 2003(dts)         | 102      | Algieria                      | Air Algerie                                                        | Katastrofa lotu Air Algerie 6289                    |
| 31 sierpnia 1972(dts)     | 102      | ZSRR                          | Aerofłot                                                           | Katastrofa lotu Aerofłot 558                        |
| 3 czerwca 1963(dts)       | 101      | Stany Zjednoczone             | Northwest Orient Airlines                                          | Katastrofa lotu Northwest Orient Airlines 293       |
| 9 sierpnia 1970(dts)      | 101      | Peru                          | LANSA                                                              | Katastrofa lotu LANSA 502                           |
| 11 grudnia 1998(dts)      | 101      | Tajlandia                     | Thai Airways International                                         | Katastrofa lotu Thai Airways International 261      |
| 29 grudnia 1972(dts)      | 101      | Stany Zjednoczone             | Eastern Air Lines                                                  | Katastrofa lotu Eastern Air Lines 401               |
| 4 grudnia 1977(dts)       | 100      | Malezja                       | Malaysia Airlines                                                  | Katastrofa lotu Malaysian Airline System 653        |
| 20 marca 1969(dts)        | 100      | Zjednoczona Republika Arabska | United Arab Airlines                                               | Katastrofa lotnicza w Asuanie                       |